# Хард Рок Кафе
Хард Рок Кафе је ланац тематских ресторана основан 1971. године од стране Ајзака Тигрета и Питера Мортона у Лондону. Кафе је 1979. године почео да на своје зидове поставља разне меморабилије везане за рокенрол, а та традиција се проширила и на друге у ланцу. Хард Рок Кафе је 2007. године продат племену Семинол са Флориде и од тада му је седиште у Орланду, Флорида.   Закључно са децембром 2015. године, у 75 земаља постоји 191 Хард Рок локација, укључујући 181 кафе, 25 хотела и 11 казина.

## Историја

### Ресторани
Први Хард Рок Кафе је отворен је 14. јуна 1971. године у Лондону. Био је у власништву младих Американаца Ајзак Тигрета и Питера Мортона. Хард Рок Кафе је на почетку имао еклектичну декорацију, али је касније почео да приказује меморабилије.
Ланац је почео да се шири светом 1982. године са локацијама у (између осталог) Торонту, Лос Анђелесу, Сан Франциску, Чикагу, Паризу и Берлину. Локације Хард Рок Кафеа у Сједињеним Државама варирају од мањих места (Билокси, Пижн форџ, Ки Вест итд.) па све до великих метропола (Хјустон, Филаделфија, Њујорк, Чикаго, Бостон, Вашингтон, итд.).
Године 1990. лондонска компанија Ранк Група је купила Мека Лижр Групу и наставила ширење концепта на својој територији. Ранк Група је купила Хард Рок Америка од Питера Мортона као и Хард Рок Канада од Ника Битова. Након овога, Ранк Група је стекла контролу над овим брендом широм света.

### Музичка меморабилија
Хард Рок Кафе је познат по својој колекцији рокендрол меморабилија. Кафићи траже донације музичких меморабилија, али и купују бројне артикле на аукцијама широм света, укључујући гитаре са аутограмима, костиме се светских турнеја и ретке фотографије. Такве ствари се често могу наћи на зидовима кафеа. Сакупљање је почело 1979. године са непотписаном Ред Фендер Лид II гитаром Ерика Клептонa, који је био редован гост у првом ресторану у Лондону.

## Ширење у друге послове

### Казина и хотели
Године 1995. Петер Мортон је потрошио 80 милиона долара да отвори Хард Рок Хотел у близини Лас Вегас Стрипа у Лас Вегасу, Невада. Следеће проширење хотела за 100 милиона долара 1999. године је скоро удвостручила његов капацитет.

### Хард Рок Стадон
У августу 2016. године је јавњено да ће стадион Мајами Долфинса у Мајами Гардену на Флориди бити преименован у Хард Рок Стадион где ће се одржати Супер Боул 54.